# Stade Gabriel Montpied
Het Stade Gabriel Montpied is een voetbalstadion in de Franse stad Clermont-Ferrand. Het is de thuishaven van de voetbalclub Clermont Foot en het heeft een capaciteit van 10.607 plaatsen. Het werd in 1995 geopend en is vernoemd naar oud-burgemeester van Clermont-Ferrand Gabriel Montpied.